# 베이푸디
베이푸디(北福地, Beifudi) 선사유적지는 중화인민공화국 허베이성 이현 근처에 있다. 중국의 고고학자들은 이곳이 최근에 발견된 선사 유적지 중에서 중국에서 가장 중요한 유적지 중 하나라고 밝힌다. 이수의 북쪽 강언덕에 자리를 잡고 있으며, 타이항산맥의 동쪽에 있는 츠산 문화와 싱롱와 문화와 동시대인 기원전 7000년에서 8000년 사이의 유적이다. 그리하여 북중국과 대비되는 중국의 고고학적인 시기 차이를 메워주는 유적이다. 전체 발굴 면적인 1200평방미터로 두 시기에 걸친 신석기 유적이 있다.
이 페이푸디 유적지는 2004년 중국 고고학자 연간 투표에서 《중요한 고고학적 발견 톱 10》으로 선정되기도 했다.

## 같이 보기
- 닝샹시